# Ушаковка (приток Ангары)

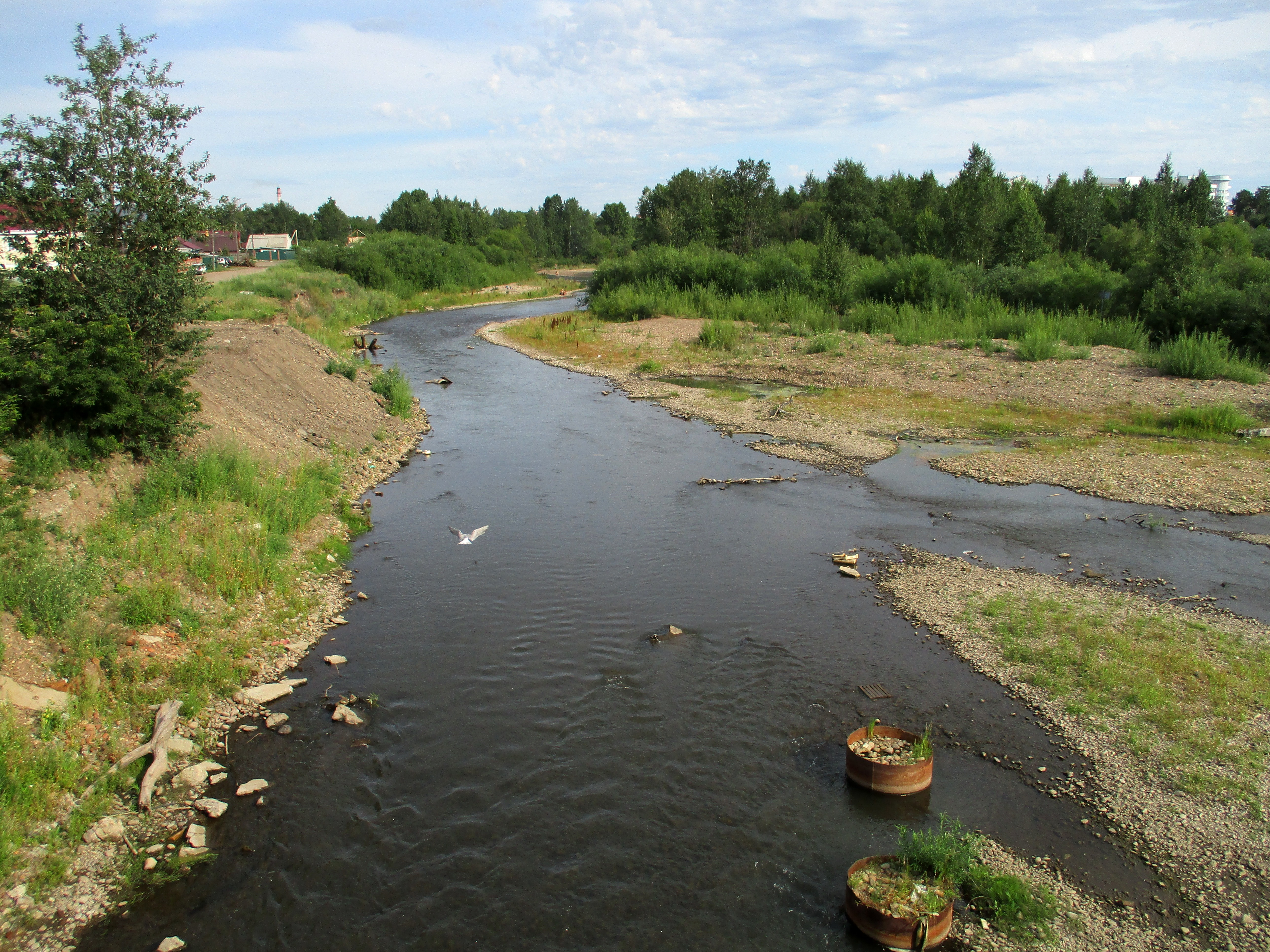
Ушаковка в предместье Рабочем, Иркутск

Ушако́вка (в верховье Правая Ушаковка) — река на юге Иркутской области, правый приток Ангары.

## Общие сведения
Длина реки — 77 км, площадь водосборного бассейна — 833 км². Ширина от 14 до 35 м (в 1892 году по архивным данным была от 80 до 100 м), ширина в районе посёлка Горячий Ключ — 7 м, в Иркутске — 9 м. Глубина — до 1,5 м, средняя глубина — до 50 см. Дно твёрдое, покрыто галькой, в районе села Пивовариха — песчаное, в районе Иркутска — илистое с травянистыми водорослями.
Ширина речной долины — до 4 км. Исток находится выше 737 м над уровнем моря, устье — ниже 425,3 м. Средняя поверхностная скорость течения — 0,49 м/с, средняя глубинная скорость — 0,12 м/с. Годовой сток составляет в среднем 2,08 м³/с. Температура воды летом от 9 до 20 °C. Видимость до дна 5—25 см.
Питание реки осуществляется за счёт грунтовых вод и атмосферных осадков. Водный режим характеризуется весенним половодьем, летними дождевыми паводками, прерывистой летне-осенней и очень низкой зимней меженью.
На реке встречаются отмели, перекаты, лесные завалы. Берега реки в основном пологие, сильно подмыт правый берег.

## Характеристика бассейна реки
Бассейн реки расположен на Иркутско-Черемховской равнине и представляет собой возвышенность с холмисто-грядовым рельефом. Река формируется в лесной южной части возвышенности, расположенной параллельно береговой линии Байкала. В основании бассейна лежат горные породы юрской системы мезозойской эры фанерозоя, сложенные песчаниками, алевролитами, конгломератами, каолиновыми глинами, стекольными песками. Возраст пород от 195 до 137 млн лет. В рельефе прослеживаются параллельные древние ложбины — Кудинская и Ушаковская.
Ушаковка имеет 7 левых и 11 правых притоков. Семь притоков имеют пересыхающий исток, русло притока Сухой наполняется водой только после затяжных дождей.

## Животный мир
В реке много рыбы: ленок, хариус, налим, пескарь, карась, окунь, щука.

## Исторические данные

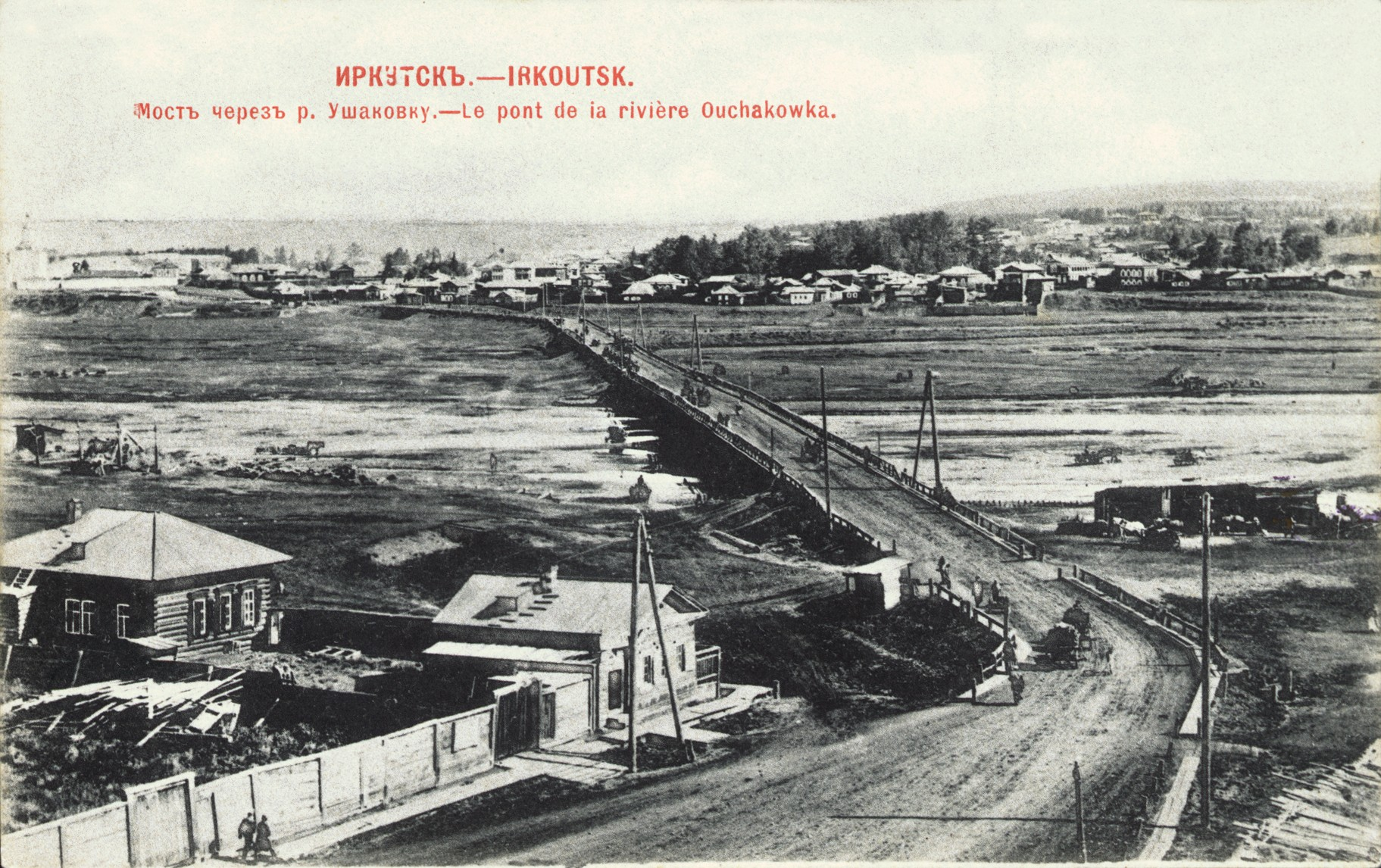
Мост через Ушаковку

Первоначальное название реки — Ида. В 1693 году купец Иван Ушаков построил на ней мельницу (плотина мельницы располагалась в месте нынешнего моста у автовокзала). По фамилии купца река была переименована в Ушаковку.
В конце XVIII века на берегу реки возникло Ремесленно-Слободское кладбище. Позже рядом с ним были построены сторожка и часовня Богородицы, а само кладбище окружено забором. Ныне на месте часовни находится Казанская церковь, а на месте кладбища — школа № 8.
В начале XIX века на берегах Ушаковки располагались сады генерал-губернаторов, вице-губернаторов и иркутской знати. К фонтанам в садах вода подавалась из реки. В устье были построены городские купальни.
Первые деревянные мосты через реку построены в период с 1829 по 1861 годы.
В 1920 году близ устья Ушаковки были расстреляны А. В. Колчак и В. Н. Пепеляев.
С 1928 по 1953 год рядом с устьем реки находился гидропорт Иркутска — ключевой гидроаэропорт Сибири.
В районе предместья Рабочее в русле раньше были родники с сероводородной водой, к которым приходили люди лечить ревматизм. Теперь в результате забора гравия со дна реки родники исчезли.
В районе посёлка Добролёт сохранился подвесной канатный мост. Ниже по течению сохранились остатки дамбы, использовавшейся для сплава леса (время возведения неизвестно, на данный момент разрушена).

## Современное состояние
В долине и на берегах Ушаковки (от истока к устью) расположены населённые пункты Горячий Ключ, Добролёт, Поливаниха, Худякова, Пивовариха, 7 км нижнего течения проходит в пределах города Иркутска. В Иркутске на берегах реки располагаются предприятия (Иркутский завод тяжёлого машиностроения, фабрика «Узоры») и рынки («Фортуна», «Ушаковский»). В пределах города река сильно загрязнена. Осушенные торфяные болота в долине Ушаковки подвержены ежегодному возгоранию.
В черте Иркутска через Ушаковку перекинуто 4 автомобильных моста, по одному из которых проходят линии трамвая.